# Porcellio triaculeatus
Porcellio triaculeatus là một loài chân đều trong họ Porcellionidae. Loài này được Vandel miêu tả khoa học năm 1980.